# 费雷拉 (马塞杜-迪卡瓦莱鲁什)
费雷拉 (马塞杜-迪卡瓦莱鲁什)是葡萄牙布拉干萨区的一个堂区。总面积19.57平方公里，总人口222人，人口密度11.3人/平方公里。